# Flory Van Donck
Flory Van Donck, né le 23 juin 1912 et mort le 14 janvier 1992 est un joueur de golf professionnel belge. 
Van Donck est généralement considéré comme le plus grand golfeur belge de tous les temps. Au cours de sa carrière, il remporte plus de cinquante tournois dans le monde entier, y compris bon nombre des opens de golf les plus prestigieux. Il termine aussi deuxième à deux reprises du British Open

## Carrière
Van Donck est né à Tervuren dans le Brabant flamand.  Avant que des joueurs comme Seve Ballesteros et Bernhard Langer s’imposent dans le monde du golf à la fin des années 1970, Van Donck était un des rares golfeurs originaires de l’Europe continentale qui s’était montré capable de remporter régulièrement des tournois professionnels en Grande-Bretagne.  La réputation de Van Donck reposait essentiellement sur sa grande habileté au putting nonobstant un style peu orthodoxe qui lui faisait tenir la pointe du putter en l’air à la façon d’Isao Aoki.
Van Donck fut à un moment où l’autre détenteur de la plupart des titres open européens, que ce soit l’Open de Belgique et l’Open des Pays-Bas (cinq fois chacun), l’Open d'Italie (à quatre reprises), l’Open de France (trois titres), les Open de Suisse et d’Allemagne (deux fois chacun) et l’Open du Portugal (une fois) .  En 1963 il remporta un total de sept titres sur le circuit européen, un record qu’il partage toujours avec Norman Von Nida, qui réussit l’exploit en 1947, et se vit également attribuer le Trophée Harry Vardon.  
Outre ses victoires en Europe, Van Donck domina le golf belge, en remportant le titre national seize fois entre 1935 et 1968 et le tournoi professionnel de l’alliance à dix reprises.  Le Trophée national du Mérite sportif, la plus haute récompense accordée à un sportif belge en reconnaissance de ses exploits, lui fut attribué en 1960.
Van Donck termina deuxième du British Open  à deux reprises. En 1956, à Hoylake, il termina à trois coups de Peter Thomson et en 1959 à Muirfield il termina à égalité avec Fred Bullock à deux coups de Gary Player. Il était d’une telle régularité qu’il termina dans le top cinq durant cinq années consécutives à partir de 1955, et termina dans le top dix huit fois au cours des années 1950.
Il représenta la Belgique à la Canada Cup, devenue depuis la Coupe du monde, à 19 reprises.  Sa dernière participation eut lieu en 1969 alors qu’il était âgé de 67 ans, ce qui fit de lui le joueur le plus âgé à avoir jamais participé à la Coupe du monde.  En 1960, il fut le joueur qui réalisa le meilleur score individuel (International Trophy) lors de la Coupe du monde organisée à Portmarnock en Irlande alors que la compétition réunissait quelques-uns des plus grands golfeurs de l’histoire, comme Sam Snead, Arnold Palmer, Bobby Locke, Gary Player et Kel Nagle.
Le jour de son décès, il détenait encore les records du parcours au Royal Waterloo Golf Club ainsi qu'au Royal Golf Club de Belgique et a aussi détenu en 65 coups celui du Royal Troon Golf Club en Écosse.

## Palmarès
| Compétition       | Années                        |
| World Cup         | 1960 à Portmarnock en Irlande |
| British Open      | Finaliste en 1956 et 1959     |
| Open de Belgique  | 1935-39-46-47-53-56           |
| Open des Pays-Bas | 1936-37-46-51-53              |
| Open de Suisse    | 1953-1955                     |
| Open d’Allemagne  | 1953-56                       |
| Open d’Italie     | 1953-55-56-62                 |
| Open du Portugal  | 1955                          |
| Open de France    | 1954-57-58                    |
| Open d’Uruguay    | 1954                          |
| Open du Venezuela | 1957                          |
| Open du Danemark  | 1959                          |

## Distinctions
- Trophée national du Mérite sportif en 1960[7]
- Trophée Harry Vardon en 1953 : Attribué au meilleur joueur de l’année